# Nando (músico)
Luis Fernando Oliveira da Silva (Rio de Janeiro, 15 de junho de 1953), conhecido como Nando, é um baixista, violonista, compositor e cantor brasileiro, integrante do grupo carioca Roupa Nova.

## História
Nando começou a sua vida musical ainda no grupo escolar e já escolheu o baixo como instrumento. Seu primeiro baixo foi construído por ele mesmo e seu pai, pois não havia na época bons instrumentos à venda no mercado. Entrou no grupo Os Famks aproximadamente em 1971 para tocar baixo. O grupo Famks foi fundado pela família Cataldo em 1967. Na época era formado por Alceu Cataldo (guitarra e crooner), Francisco Cataldo (guitarra solo), Newson Cataldo (guitarra contrassolo e vocal), Marcelo (bateria e percussão), Marquinhos (teclado) e Túlio (contrabaixo). O Nando veio substituí-lo. Ainda em 1971, Fernando "Fefeu" (Baterista) substituiu o Marcelo, Mauro Salgado (Teclado) substituiu o Marquinhos. Mais tarde, Cleberson Horsth foi convidado para tocar teclado, substituindo o Mauro Salgado. Na referida época Nando tinha aproximadamente 18 anos. Mais tarde (1980) Os Famks se transformaram na banda Roupa Nova. A sua história musical mistura-se fortemente com a história do grupo inicial.

## Roupa Nova
Nando toca baixo e violão, além de compor vários sucessos gravados pelo Roupa Nova como Meu Universo É Você, Vício, Chama (Tema da telenovela da Rede Globo Que Rei Sou Eu), Agora Sim, Luz do Teu Caminho e Lembranças, parcerias com Ricardo Feghali, Cartas, parceria com Cleberson Horsth, Coração Pirata (Tema da telenovela da Rede Globo Rainha da Sucata), parceria com Aldir Blanc, Sonho, parceria com Serginho Herval, e ainda sucessos mais recentes como A Lenda, também sucesso das vozes de Sandy e Júnior, Já Nem Sei Mais e A Metade da Maçã, parcerias com Kiko e Ricardo Feghali e O Meu Sentimento Voa Muito Mais, parceria com Alex Lamounier. 
Como vocalista do Roupa Nova Nando é responsável por sucessos como Bem Simples, Coração Pirata, Lembranças, Agora Sim (na gravação do álbum Roupacústico 2), Todas Elas e Tenha Fé na Música, entre outras.
Em 2004 gravou em dueto com Ed Motta a voz principal na versão acústica de Bem Simples, para o álbum Roupacústico. 
A parceria com Ed Motta se repetiu em 2015 na canção O Poderoso Sonho, faixa do álbum duplo do Roupa Nova intitulado Todo Amor do Mundo lançado pela gravadora Roupa Nova Music. O projeto Todo Amor do Mundo foi idealizado por Nando, para comemorar os 35 anos de carreira do Roupa Nova, incluindo 19 canções com narrativas intercaladas, Livro de fotos, versão para os palcos e lançamento também em DVD.
No álbum Todo Amor do Mundo Nando reveza os vocais com Tico Santa Cruz, vocalista da banda Detonautas Roque Clube, na canção Princípio de Um Novo Tempo.
Em 2019 Nando gravou a voz principal na canção Alma Brasileira, composição sua em parceria com Alex Lamounier que integrou o álbum digital de canções inéditas As Novas do Roupa.
No mesmo ano Nando lança o projeto Histórias e Canções apresentado por ele através do canal oficial da banda Roupa Nova na internet, onde recebe convidados especiais como Guilherme Arantes, Bernardinho e Padre Ezequiel para falar sobre temas relevantes para o grupo e as histórias por trás de suas composições, além de apresentar versões solo para novos e antigos sucessos do Roupa Nova.

## Composições
| Canção                          | Compositor                                                                 | Álbum                                      |
| ------------------------------- | -------------------------------------------------------------------------- | ------------------------------------------ |
| A Festa                         | Ricardo Feghali, Kiko e Nando                                              | Roupa Nova Music (2013)                    |
| A Lenda                         | Nando, Kiko e Ricardo Feghali                                              | RoupAcústico (2004)                        |
| Alma Brasileira                 | Nando e Alex Lamounier                                                     | Novas do Roupa (2018)                      |
| Alma de Besouro                 | Nando e Alex Lamounier                                                     | Nando, Histórias e Canções (2020)          |
| A Nossa Canção                  | Ricardo Feghali – Nando                                                    | Vida Vida (1994)                           |
| A Paz (Heal The World)          | Michael Jackson - Versão: Nando                                            | Natal Todo Dia (2007)                      |
| Aprender a Amar                 | Nando e Ricardo Feghali                                                    | Sandy e Júnior - As Quatro Estações (1999) |
| Adrenalina                      | Nando - Ricardo Feghali                                                    | Através dos tempos (1997)                  |
| Agora Sim                       | Ricardo Feghali – Nando                                                    | Agora sim! (1999)                          |
| Alguém no meu Lugar             | Serginho – Nando                                                           | Vida Vida (1994)                           |
| Anos 60                         | Cleberson Horsth - Ricardo Feghali – Nando                                 | 6/1 (1996)                                 |
| Bate um Coração                 | Nando - Ricardo Feghali                                                    | 6/1 (1996)                                 |
| Betty e Lou                     | Nando - Ricardo Feghali - Ed Wilson                                        | Frente & Versos (1990)                     |
| Cartas                          | Cleberson Horsth – Nando                                                   | Frente e Versos (1990)                     |
| Chama                           | Ricardo Feghali – Nando                                                    | Luz (1988)                                 |
| Continente Perdido              | Kiko – Nando                                                               | Através dos tempos (1997)                  |
| Coração Pirata                  | Nando e Aldir Blanc                                                        | Frente e Versos (1990)                     |
| Dia Vai, Dia Vem                | Serginho – Nando                                                           | 6/1 (1996)                                 |
| Eu Sei                          | Ricardo Feghali e Nando                                                    | Angélica (2001)                            |
| Feito pra Sonhar                | Nando e Paulo Massadas                                                     | Roupa Nova (1985)                          |
| Filhos                          | Serginho - Nando – Nilson                                                  | Luz (1988)                                 |
| Ídolos                          | Kiko - Ricardo Feghali – Nando                                             | Luz (1988)                                 |
| Já Nem Sei Mais                 | Kiko/Ricardo Feghali/Nando                                                 | ROUPAcústico (2004)                        |
| Lembranças                      | Nando - Ricardo Feghali                                                    | 6/1 (1996)                                 |
| Luz do Teu Caminho              | Ricardo Feghali – Nando                                                    | Através dos tempos (1997)                  |
| Mágica                          | Serginho – Nando                                                           | Herança (1987)                             |
| Mais uma Chance                 | Nando - Ricardo Feghali                                                    | Vida Vida (1994)                           |
| Mais Uma Vez                    | Nando e Ricardo Feghali                                                    | Jerry Adriani - Tudo Me Lembra Você (2000) |
| Metade da Maçã                  | Ricardo Feghali, Kiko e Nando                                              | ROUPAcústico II (2006)                     |
| Meu Deus                        | Nando                                                                      | Nando, Histórias e Canções (2020)          |
| Meu Universo é Você             | Ricardo Feghali – Nando                                                    | Luz (1988)                                 |
| Mudança                         | Cleberson Horsth – Nando                                                   | Frente e Versos (1990)                     |
| Na Mira do Coração              | Cleberson Horsth - Nando                                                   | Luz (1988)                                 |
| O Meu Sentimento Voa Muito Mais | Nando - Alex Lamounier                                                     | EP Box Roupa Nova Music (2014)             |
| Perdi Tanto Tempo               | Kiko, Nando e Ricardo Feghali                                              | Roupa Nova Music (2013)                    |
| Por quê Não?                    | Ricardo Feghali e Nando                                                    | Angélica (2001)                            |
| Preciso Te Encontrar            | Estêvão Bispo e Nando                                                      | Os Famks (1978)                            |
| Quadro de Amor                  | Kiko, Ricardo Feghali e Nando                                              | Angélica (2001)                            |
| Sonho                           | Serginho Herval e Nando                                                    | Roupa Nova (1985)                          |
| Tempo de Encarar                | Cleberson Horsth, Nando, Ricardo Feghali, Kiko, Serginho Herval e Paulinho | Todo Amor do Mundo (2016)                  |
| Tempo de Paz                    | Nando - Ricardo Feghali                                                    | 6/1 (1996)                                 |
| Tipos Fatais                    | Kiko – Nando                                                               | Luz (1988)                                 |
| Tolo Ciúme                      | Cleberson Horsth - Ricardo Feghali – Nando                                 | Herança (1987)                             |
| Tudo de Novo                    | Ricardo Feghali – Nando                                                    | Roupa Nova (1985)                          |
| Tudo Que Eu Preciso             | Ricardo Feghali, Kiko e Nando                                              | Novas do Roupa (2018)                      |
| Últimas Palavras de Amor        | Ricardo Feghali - Nando                                                    | Vida Vida (1994)                           |
| Um Lugar no Mundo               | Ricardo Feghali – Nando                                                    | Herança (1987)                             |
| Vem Dançar                      | Estêvão Bispo e Nando                                                      | Os Famks (1978)                            |
| Vício                           | Ricardo Feghali – Nando                                                    | Luz (1988)                                 |
| Você Tem Que Ser Minha          | Paulo Sérgio Valle, Kiko e Nando                                           | Os Famks (1978)                            |